# Judah Lewis
Pour les articles homonymes, voir Lewis.
Judah Lewis est un acteur américain, né le 22 mai 2001.
Il se fait connaître, au grand écran, grâce aux rôles de Chris Moreno dans le film Demolition (2015) et de Cole dans The Babysitter (2017) et The Babysitter: Killer Queen (2020).

## Biographie
Judah Lewis naît le 22 mai 2001[Où ?]. Ses parents, Hara et Mark Lewis, sont tous les deux enseignants
En 2014, il commence sa carrière à la télévision, en apparaissant dans le téléfilm Deliverance Creek de Jon Amiel.
En mai 2015, il est sélectionné parmi les six acteurs, dont Tom Holland, pour un essai dans le but de décrocher le rôle de Peter Parker / Spider-Man dans la nouvelle version de Spider-Man: Homecoming (2017) de Jon Watts. La même année, il apparaît dans la comédie dramatique Demolition de Jean-Marc Vallée et très brièvement dans le film d'action Point Break d'Ericson Core, d'où la jeunesse de Johnny Utah.
En juillet 2017, on apprend qu'il est choisi pour interpréter Tommy « Eats » Eaton dans la comédie horrifique Summer of 84 (2018) de François Simard, Anouk Whissell et Yoann-Karl Whissell. La même année, il joue le rôle de Cole Johnson The Babysitter de McG, sur Netflix, qui a pour suite The Babysitter: Killer Queen (2020) du même réalisateur.
En 2018, il apparaît, aux côtés de Kurt Russell, dans la comédie de Noël Les Chroniques de Noël (The Christmas Chronicles) de Clay Kaytis. Une suite a lieu en 2020, intitulée Les Chroniques de Noël 2 (The Christmas Chronicles: Part Two) de Chris Columbus.
En 2019, il est, aux côtés de Helen Hunt et Jon Tenney, dans le thriller I See You d'Adam Randall.

## Filmographie

### Cinéma

#### Longs métrages
- 2015 : Demolition de Jean-Marc Vallée : Chris Moreno
- 2015 : Point Break d'Ericson Core : Johnny Utah, jeune (non crédité)
- 2017 : The Babysitter de McG : Cole Johnson
- 2018 : Summer of 84 de François Simard, Anouk Whissell et Yoann-Karl Whissell : Tommy « Eats » Eaton
- 2018 : Les Chroniques de Noël (The Christmas Chronicles) de Clay Kaytis : Teddy Pierce
- 2019 : I See You d'Adam Randall : Connor Harper
- 2020 : The Babysitter: Killer Queen de McG : Cole Johnson
- 2020 : Les Chroniques de Noël 2 (The Christmas Chronicles: Part Two) de Chris Columbus : Teddy Pierce

### Télévision

#### Téléfilm
- 2014 : Deliverance Creek de Jon Amiel : Caleb Barlow

#### Séries télévisées
- 2015 : Les Experts : Cyber (CSI: Cyber) : Denny Metz (saison 1, épisode 1 : Kidnapping 2.0)
- 2016 : Game of Silence : Gil Harris, jeune (5 épisodes)

## Liens externers
- Ressources relatives à l'audiovisuel :   - Allociné
  - Ciné-Ressources
  - Filmweb.pl
  - IMDb
  - Rotten Tomatoes
- Notices d'autorité :   - VIAF
  - ISNI
  - LCCN
  - GND
  - WorldCat